# Kosogon
Kosogon, lis morski (Alopias vulpinus) – gatunek morskiej ryby chrzęstnoszkieletowej z rodziny kosogonowatych (Alopiidae). Poławiana gospodarczo i w wędkarstwie.

## Zasięg występowania
Gatunek kosmopolityczny, występujący w strefie ciepłych i umiarkowanie ciepłych, przypowierzchniowych wód oceanicznych. Młode osobniki spotykane są w strefie przybrzeżnej.

## Opis
Ciało wrzecionowate, smukłe, z krótkim pyskiem i stosunkowo dużymi oczami. Ubarwienie zmienne, grzbiet brązowy, ciemnoszary, szaroniebieski lub czarny, boki jaśniejsze. Górny płat płetwy ogonowej mocno wydłużony stanowi połowę lub ponad połowę długości ciała ryby. Osiągają maksymalnie 7,6 m długości przy masie ciała około 350 kg.
Polują na ryby zaganiając je w zwarte stada, po czym uderzeniami ogonów ogłuszają i chwytają ofiary. Czasami ofiarami takich ataków stają się polujące na ryby ptaki. Samica rodzi 2–4 młodych, które po urodzeniu mają do 1,5 m długości razem z ogonem.
Nie notowano bezpośrednich ataków na ludzi, ale zdarzały się ataki na łodzie.